# Sophta tafana
Sophta tafana là một loài bướm đêm trong họ Noctuidae.